# EXPAL
EXPAL, Explosivos Alaveses S. A. hiszpańska firma zbrojeniowa, producent materiałów wybuchowych.

## Wyroby
EXPAL BIN-100 - 
EXPAL BIN-250 - 
EXPAL BIN-375 - 
EXPAL BME 330 AR - 
EXPAL BME 330 AT - 
EXPAL BME 330 C - 
EXPAL BP 250 - 
EXPAL BP-25 - 
EXPAL BP-5A - 
EXPAL BPG 2000 - 
EXPAL BR 1000 - 
EXPAL BR 125 - 
EXPAL BR 375 - 
EXPAL BR 50 - 
EXPAL BR 500 - 
EXPAL BR-250 - 
EXPAL BRFF 1000 - 
EXPAL BRFF 125 - 
EXPAL BRFF 250 - 
EXPAL BRFF 500 - 
EXPAL BRP 375 - 
EXPAL BRP 50 -